# غریبچه، گودول
غریبچه (به ترکی استانبولی: Garipçe) یک منطقهٔ مسکونی در ترکیه است که در گودول واقع شده‌است.